# Ludwik Waryński
Ludwik Waryński, né le 24 septembre 1856 à Martynivka près de Kaniów et mort le 2 mars 1889 dans la forteresse de Chlisselbourg près de Saint-Pétersbourg, est un pionnier, idéologue et martyr du socialisme polonais, fondateur du parti social révolutionnaire international Proletariat. Il est mort dans les prisons tsaristes à un peu plus de 30 ans.

## Biographie
Fils de Pelagia née Barzycka et Seweryn Waryński, Ludwik Waryński est issue de la petite noblesse polonaise de Kaniów, anciennement province polonaise occupée par l'Empire russe et aujourd'hui en Ukraine. En 1863, son père aide les insurgés polonais contre le régime tsariste ce qui lui vaut être exproprié et arrêté trois fois dans les années 1865–1867. 
Il a deux frères et trois sœurs. Son frère aîné Stanisław (1858–1888), également activiste socialiste dans sa jeunesse, entreprend des études de médecine à l'université de Genève après le procès de Cracovie et se consacra à des travaux scientifiques dans le domaine de l'embryologie expérimentale.
Waryński fréquente une école secondaire à Biała Cerkiew, puis il part poursuivre ses études à Saint-Pétersbourg où en 1874 il s'inscrit à l'Institut de technologie. Dans la capitale de l'Empire, il se rapproche des cercles socialistes et rejoint une organisation appelée Jeunesse socialiste polonaise. Plus tard, il participe aux émeutes des universités de novembre 1875 ce qui lui vaut l'expulsion de la faculté et la mise sous une surveillance policière.
À partir de décembre 1876, il séjourne à Varsovie, où il organise les premiers cercles socialistes sur les territoires polonais. Pour éviter la conscription dans l'armée russe en raison de la guerre contre la Turquie, il s'inscrit à l'Institut agricole et forestier de Puławy, tout en continuant à visiter périodiquement Varsovie et à y superviser le développement du mouvement ouvrier. En 1878, il s'installe définitivement à Varsovie où il trouve un emploi dans l'usine Lilpop, Rau et Loewenstein. C'est là qu'il est confronté pour la première fois aux conditions réelles de travail et de vie des ouvriers. Et elles sont catastrophiques. On travaille seize heures par jour. La malnutrition est si grave que la majorité des travailleurs souffrent de famine protéique, et leur durée de vie moyenne est d'environ 36 ans. Selon les données officielles du gouverneur de Varsovie, sur 25 000 personnes employées dans 81 grandes usines, 2 634, soit 11 %, ont subi des accidents, dont 66 sont décédées sur place et 126 ont subi des lésions corporelles permanentes. En ce qui concerne les salaires, on estime aujourd'hui que le revenu annuel moyen d'une famille ouvrière de six personnes à Varsovie est de 161 roubles, tandis que le coût minimum pour parvenir à ses besoins les plus élémentaires est de 199 roubles.
A Varsovie, Waryński se radicalise encore plus. N'ayant pratiquement aucun soutien ni moyen financier, il procède au rassemblement des groupes socialistes dispersés en une seule organisation. En deux ans, son activisme inlassable aboutit à la création d'un réseau de syndicats clandestins appelé "caisses de résistance" dont le but est de collecter des contributions régulières afin de constituer un fonds d'aide à la grève. Ces caisses ont également la vocation de diriger les grèves et la lutte des ouvriers en général. L'organisation n'existe que quelques mois, anéantie par les arrestations. Les autorités tsaristes arrêtent 70 personnes dans le Xe pavillon de la citadelle de Varsovie, dont la plupart sont condamnées aux travaux forcés en Sibérie. Waryński réussit à se cacher et continue son activité sous un faux nom en Galice à Lwów.
La lettre qu'il envoie après son départ de Varsovie au vice-procureur Viatcheslav Plehve et le fait même qu'il envoie une telle missive, en disent long de la personnalité de Waryński. Il y annonce son intention de retourner à la capitale polonaise, pleinement conscient du risque d'être arrêté, car "toute personne honnête doit passer par le filtre du Xe pavillon". Il se dit également prêt à utiliser des méthodes de terreur individuelle, qui dans la pratique, ne seront utilisées sur le territoire du royaume de Congrès, que vingt-cinq ans plus tard par l'Organisation de combat du Parti socialiste polonaise de Józef Piłsudski (du Organizacja Bojowa PPS).
Une fois à Lwów, Waryński ne tarde pas à attirer l'attention de la police autrichienne, qui travaille en étroite collaboration avec la police russe. Il s'enfuit alors à Cracovie, où il continue son action de formation de futurs cadres révolutionnaires afin qu'ils déploient une agitation auprès des masses ouvrières. La formation de ce personnel se fait par le biais de conspiration et de cercles secrets. Mais les arrestations parmi les membres de ce groupe contribuent à rapidement démanteler l'organisation. Le 8 février 1879, Waryński est lui-même arrêté. La police autrichienne est extrêmement brutale. Les prisonniers sont battus, mal nourris et les conditions sanitaires sont si terribles qu'ils tombent malades du typhus. En désespoir de cause, ils entament une grève de la faim, ce qui apporte une certaine amélioration des conditions. Le 16 février 1880, ils sont jugés dans un procès connu sous le nom du procès des 34 ou le procès de Cracovie.
Ce premier procès collectif des condamnés pour des activités socialistes a un grand retentissement et constitue un succès personnel pour Waryński qui déploie tout son talent d'orateur pour défendre les détenus et leur cause. Les sentences sont symboliques et grâce à la presse qui suit l'événement de près, Waryński se fait connaitre du grand public. Agé de 24 ans seulement, il devient alors une légende dans les cercles socialistes ce qui rend  ses activités beaucoup plus faciles par la suite, quand, après avoir purgé sa peine de sept jours, il quitte la Galice et se rend à Genève. Là-bas, il se consacre à la publication dans deux journaux socialistes : Równość (Egalité) qui parait de 1879 à 1881 puis Przedświt (Aurore) qui le remplace à partir de 1881. L'équipe éditoriale de la revue Równość est composée des militants socialistes suivants : Stanisław Mendelson, Maria Jankowska, Bolesław Limanowski, Kazimierz Dłuski, Witold Piekarski et Szymon Diksztajn. C'est dans le premier numéro de Równość que parait en octobre 1879 le programme du socialisme polonais dont Waryński est l'auteur principal.
En Suisse, Waryński se lie avec Anna Sieroszewska, la sœur de Wacław Sieroszewski, un futur écrivain célèbre, ethnographe et activiste du Parti socialiste polonais (PPS). De cette union nait en 1881 un fils, Tadeusz, futur diplômé en physique de l'Université de Genève et engagé dans le mouvement socialiste, d'abord sous la Social-démocratie du royaume de Pologne et de Lituanie (SDKPiL), puis PPS- Faction révolutionnaire qui sympathise avec le camp Piłsudski. Tadeusz se suicidera en 1932.
L'assassinat du tsar Alexandre II en mars 1881 change la dynamique politique dans l'Empire russe. Waryński rentre à Varsovie à la fin décembre 1881 et fonde le premier parti socialiste polonais, le Prolétariat. Le 15 septembre 1883 sort le premier numéro de son organe de presse au titre éponyme. L'activisme accru s'accompagne de changements dans la vie personnelle de Waryński se rapproche alors de sa collaboratrice Aleksandra Jentysówna.
Waryński ne réussit à publier que deux numéros de ce journal. Il est arrêté le 28 septembre 1883. Lors du procès, qui a lieu en décembre 1885, il est condamné à seize ans de travaux forcés en Sibérie. L'année suivante, considéré comme un criminel particulièrement dangereux, il est emprisonné dans la forteresse de Chlisselbourg. Il ne sera jamais envoyé en Sibérie. Après neuf mois d'enfermement, il tombe malade et meurt en février 1889. Au moment de sa mort, Waryński n'a même pas 33 ans. Le lieu exact de son inhumation est inconnu. La nouvelle de sa mort ne se répand qu'en 1891.

## Postérité
Le paradoxe de l'histoire veut qu'après sa mort Waryński devienne un modèle tant pour le bolchevik Félix Dzerjinski que pour le socialiste Józef Piłsudski, les deux représentants des factions révolutionnaires polonaises farouchement opposées sur la question de l'indépendance de la Pologne.
À l'époque de la république populaire de Pologne, le Parti communiste a tenté de s'approprier la figure et l'activité de Ludwik Waryński comme supposément identiques au programme des militants bolcheviks et communistes au XXe siècle.